# Julian Janczak (1931–2001)
Julian Karol Janczak (ur. 6 września 1931 w Piotrowicach, zm. 6 maja 2001) – polski historyk, wykładowca Uniwersytetu Łódzkiego.

## Życiorys
Urodził się we wsi Piotrowice w powiecie sieradzkim jako syn rolnika. Po ukończeniu liceum w Sieradzu pracował przez rok jako nauczyciel w szkole podstawowej w Dusznikach. W 1953 r. podjął studia historyczne na Uniwersytecie Łódzkim i ukończył je w 1957 r., po czym wrócił do pracy nauczycielskiej, podejmując pracę w Łodzi.
Dzięki swojemu promotorowi prof. Bohdanowi Baranowskiemu trafił do jego zespołu badawczego i w 1966 r. rozpoczął pracę w Katedrze Historii Polski XVI-XVIII wieku. W 1967 obronił pracę doktorską, w 1981 otrzymał stopień doktora habilitowanego, w 1982 r. został docentem, a w 1990 r. otrzymał stanowisko profesora nadzwyczajnego. Początkowo pracował w Zakładzie Historii Polski Nowożytnej, a od 1974 r. w nowym Zakładzie Nauk Pomocniczych Historii. W latach 1982–1984 był kierownikiem Podyplomowego Studium Kształcenia Pedagogicznego Nauczycieli Akademickich, a następnie do 1987 r. był prodziekanem Wydziału Filozoficzno-Historycznego, po czym przez kolejne trzy lata był kuratorem Katedry Kształcenia Nauczycieli Wychowania Muzycznego i Wychowania Technicznego na Wydziale Filozoficzno-Historycznym. W 1989 r. objął kierownictwo Zakładu Nauk Pomocniczych Historii i kierował nim do śmierci.
Jego zainteresowania naukowe obejmowały badanie rozmiarów produkcji i konsumpcji żywności na ziemiach polskich pod zaborem pruskim, które stały się podstawą jego pracy doktorskiej, a w późniejszych latach zajmował się demografią historyczną w okresie od połowy XVIII w. do I wojny światowej, która stała się podstawą jego pracy habilitacyjnej. Ponadto zajmował się stosunkami ludnościowymi Zakaukazia.
Był członkiem Sekcji Demografii Historycznej Komitetu Nauk Demograficznych PAN (od 1987 r. jej przewodniczącym) i członkiem redakcji lub redaktorem czasopism naukowych.

## Odznaczenia
- Złoty Krzyż Zasługi
- Krzyż Kawalerski Orderu Odrodzenia Polski
- Medal Komisji Edukacji Narodowej
- Honorowa Odznaka miasta Łodzi
- Złota Odznaka UŁ
- medal UŁ w Służbie Społeczeństwa i Nauki

Źródło.